# Markperlemorsommerfugl
Markperlemorsommerfugl (Argynnis aglaja) er en sommerfugl i takvingefamilien. Arten er den mest vidt udbredte perlemorsommerfugl i Europa, hvor den forekommer fra Ishavet til Sicilien. Desuden er den udbredt østpå gennem tempereret Asien til Japan. Tidligere blev denne sommerfugl kaldt almindelig perlemorsommerfugl, men i takt med at de ugødede arealer er gået meget kraftigt tilbage, er sommerfuglen i dag sjælden. I dag findes sommerfuglen på ugødede kuperede terræner med spredt bevoksning og sandet jord, i skovlysninger og skovbryn eller i klitter og på heder.

## Udseende
Markperlemorsommerfuglens vingefang er omkring 45 – 60 mm. Hannerne er mindre end hunnerne. Arten er kendelig på, at undersiden mangler øjepletter i sømfeltet, der i stedet er ensfarvet strågult. Desuden findes på undersiden tydelige perlemorspletter på olivengrønlig bund. Oversiden er som de andre perlemorsommerfugle orangebrun i bunden med et mønster af sorte pletter og årer. Markperlemorsommerfuglen er meget vanskelig at kende fra skovperlemorsommerfuglen og klitperlemorsommerfuglen, hvis man kun ser den fra oversiden. Nogle hunners bundfarve lysner ud mod sømmen og det kan være et omend usikkert kendetegn, der afviger fra skovperlemorsommerfuglen og klitperlemorsommerfuglen.
- Markperlemorsommerfugl
- △ Markperlemorsommerfugl

## Livscyklus
Æggene lægges enkeltvis eller få sammen på violplanter og klækker efter 2-3 uger. Larven æder lidt af skallen, men ellers ikke noget før efter overvintringen næste forår (8 måneder senere), hvor den kommer frem i slutningen af marts. Larven er fuldvoksen efter et par måneder, og den forpupper sig lavt i vegetationen. Puppen klækker efter 2-3 uger, og den voksne sommerfugl kommer frem.

## Foderplanter
Larven lever på violplanter, fx hundeviol, håret viol, sumpviol og almindelig stedmoderblomst.

## Galleri
| Galleri med danske arter i Takvingefamilien |
| --- |
| Egentlige takvinger ↓ - Perlemorsommerfugle ↓ Randøjer ↓ - Monark - Leptidea sinapis - Iris - Apatura iris - Poppelsommerfugl - Limenitis populi - Hvid admiral - Limenitis camilla Egentlige takvinger - Kirsebærtakvinge - Nymphalis polychloros - Østlig takvinge - Nymphalis xanthomelas - Det hvide L - Nymphalis vaualbum - Sørgekåbe - Nymphalis antiopa - Dagpåfugleøje - Aglais io - Admiral - Vanessa atalanta - Tidselsommerfugl - Vanessa cardui - Nældens takvinge - Aglais urticae - Det hvide C - Polygonia c-album - Nældesommerfugl - Araschnia levana Pletvinger - Okkergul pletvinge Melitaea cinxia - Mørk pletvinge Melitaea diamina - Brun pletvinge Mellicta athalia - Askepletvinge Euphydryas maturna - Hedepletvinge Euphydryas aurinia Perlemorsommerfugle - Kejserkåbe Argynnis paphia - Østlig perlemorsommerfugl - Argynnis laodice - Markperlemorsommerfugl Argynnis aglaja - Skovperlemorsommerfugl Argynnis adippe - Klitperlemorsommerfugl - Argynnis niobe - Storplettet perlemorsommerfugl Issoria lathonia - Engperlemorsommerfugl Brenthis ino - Moseperlemorsommerfugl Boloria aquilonaris - Brunlig perlemorsommerfugl Boloria selene - Rødlig perlemorsommerfugl Boloria euphrosyne - Violet perlemorsommerfugl Clossiana dia Randøjer - Galathea Melanargia galathea - Sandrandøje Hipparchia semele - Skovbjergrandøje Erebia ligea - Græsrandøje Maniola jurtina - Engrandøje Aphantopus hyperanthus - Buskrandøje Pyronia tithonus - Moserandøje Coenonympha tullia - Okkergul randøje Coenonympha pamphilus - Perlemorrandøje Coenonympha arcania - Herorandøje Coenonympha hero - Skovrandøje Pararge aegeria - Vejrandøje Lasiommata megera - Skovvejrandøje Lasiommata maera - Bjergvejrandøje Lasiommata petropolitana |